# Hr.Ms. Freyr (1954)
De Hr.Ms. Freyr (P 804) (PAQU) was een Nederlands patrouillevaartuig van de Balderklasse. Het schip was het tweede schip bij de Nederlandse marine dat is vernoemd naar Freyr, de Germaanse en Noordse god van de vruchtbaarheid. De Freyr is gebouwd door de Rijkswerf Willemsoord in Den Helder. De kiel van het schip werd gelegd op 24 februari 1954 en op 21 juli werd het te water gelaten en in dienst genomen.

## Taak
De Freyr was net als alle schepen van de Balderklasse gebouwd voor het patrouilleren in de Nederlandse kustwateren. Daarnaast kon het schip ook worden ingezet als opleidingsvaartuig en voor onderzeebootbestrijding.

## Zeekadetkorps
De Freyr werd in 1986 uit dienst genomen en in bruikleen gegeven aan het Zeekadetkorps Nederland, dat het schip per 1 maart 1987 toewees aan het Zeekadetkorps Gouda. Heden ten dage is het een varend trainingsschip en doet tevens dienst als korpsschip.